# Wenersborgs-Posten
Wenersborgs-Posten var en svensk tidning utgiven 1866–1872.
Wenersborgs-Posten lanserades genom ett provnummer utgivet den 21 april 1866. Redaktör och utgivare var läroverkslektorn Johannes Swedborg.
I det första provnumret av tidningen förklarade sig redaktören positiv till såväl den 1862 genomförda kommunreformen som till den förestående representationsreformen. Vidare förkunnade redaktören tidningens övergripande mål som följer:
Detta mål: den sedliga förädlingens och den sanna humanitetens stora mål, kan enligt vår uppfattning endast ernås i samma mån som frihetens princip i hvarje riktning, i det stora med det lilla, hinner förverkliga sig på jorden. Det är ej nog med att, i likhet med hvad som egde rum hos antikens folk, ett större eller mindre antal bland samhällets utvalde tillegnar sig hela den yppiga blomman af en förfinad civilisation. Det båtar föga att några tusendetal af patricier på höjderna med hänryckning lyssna till de vises röster och skaldens sång, om djupet hvinlar af dessa millioner samhällets olycksbarn, som, födda i mörkret, af mörkret lefva och i mörkret dö. Det är då med en sann glädje menniskovännen måste erkänna, att det moderna samhället åtminstone hunnit så långt, att det i principen erkänner hvarje sin medlems rätt till upplysning och frihet.
Redaktör Swedborg gick i början av 1867 i konkurs men lyckades trots detta driva sin tidning vidare fram till utgången av 1872. Den utkom ursprungligen onsdagar och lördagar men från årsskiftet 1866–1867 måndagar och torsdagar.